# Éric Le Chanony
Éric Le Chanony, född den 28 februari 1968 i Amiens, Frankrike, är en fransk bobåkare.
Han tog OS-brons i herrarnas fyrmanna i samband med de olympiska bobtävlingarna 1998 i Nagano.